# Pseudexechia parallela
Pseudexechia parallela är en tvåvingeart som först beskrevs av Edwards 1925.  Pseudexechia parallela ingår i släktet Pseudexechia och familjen svampmyggor. Arten är reproducerande i Sverige. Inga underarter finns listade i Catalogue of Life.